# Kitagawia
Kitagawia es un género de plantas herbáceas perteneciente a la familia de las apiáceas.  Comprende 2 especies descritas pendientes de aceptar.

## Taxonomía
El género fue descrito por Michael Georgievich Pimenov y publicado en Botaničeskij Žhurnal (Moscow & Leningrad) 71: 943. 1986. La especie tipo es: Kitagawia terebinthacea (Fisch. ex Trevir.) Pimenov. 

## Especies
A continuación se brinda un listado de las especies del género Kitagawia descritas hasta julio  de 2013, ordenadas alfabéticamente. Para cada una se indica el nombre binomial seguido del autor, abreviado según las convenciones y usos.
- Kitagawia eryngiifolia (Kom.) Pimenov
- Kitagawia litoralis (Vorosch. & Gorovoj) Pimenov